# Metopidiothrix baybay
Metopidiothrix baybay är en mångfotingart som beskrevs av Shear 2002. Metopidiothrix baybay ingår i släktet Metopidiothrix och familjen Metopidiotrichidae. Inga underarter finns listade i Catalogue of Life.